# 清宮海斗
清宮 海斗（きよみや かいと、1996年7月17日 - ）は、日本の男性プロレスラー。YouTuber。埼玉県さいたま市出身。プロレスリング・ノア所属。血液型AB型。

## 来歴

### 入門以前
プロレスとの最初の出会いはキン肉マン。
小学生の頃にレンタルビデオ店で借りた、2001年GHCヘビー級初代王者決定トーナメント三沢光晴vs 高山善廣戦のビデオをきっかけに三沢光晴に憧れる。
清宮が13歳の頃に三沢が事故で亡くなり、「自分が三沢さんに勇気や力をいただいたように、次は自分が誰かの、いや、ノアの力になりたいです。」と思いプロレスラーになることを志す。
2015年3月、埼玉県立南稜高等学校を卒業。卒業後にプロレスリング・ノアへ入門する。

### デビュー - 若手時代
約半年の練習生期間を経て、12月9日ディファ有明大会にて熊野準を相手にプロデビューを果たす。憧れの三沢選手のイメージカラーであるエメラルドグリーン色のタイツを履きデビュー戦を行い7分59秒、逆エビ固めで清宮が敗れた。
2016年2月25日、新宿FACEで行われた新日本プロレスの若手主体興行「LION'S GATE」に出場し田口隆祐と対戦するも6分20秒、どどんに敗れた。
5月19日、「LION'S GATE PROJECT2」新宿大会で新日本プロレスの川人拓来（現：マスター・ワト）を相手に逆エビ固めでシングル初勝利を収めた。
6月16日で行われたスーパーJカップ出場者決定トーナメントの一回戦で石森太二と対戦。9分32秒、450°スプラッシュに敗れた。
6月18日、ノアに参戦中の鈴木軍による興行「We are SUZUKI GUN 3」後楽園ホール大会のロイヤルランブルにて優勝。鈴木みのるとシングルマッチを行う権利を得る。
7月16日、後楽園ホール大会で鈴木とスペシャルチャレンジマッチと題しシングルマッチを行うが、両軍乱入によりノーコンテンストとなり急遽8人タッグマッチへと変更、清宮も奮闘するものの杉浦貴のオリンピック予選スラムを受け、敗れた。
9月23日、後楽園ホール大会で「NOAHvs鈴木軍5対5 イリミネーションマッチ」が組まれる。清宮も鈴木と対峙するが、高角度のキャメルクラッチや集団での攻撃など一方的に攻めを受け劣勢に立たされるも鈴木のフロントハイキックを受け止め、鈴木を道連れにオーバー・ザ・トップロープとなり二人が最初の退場者となる。直後、清宮は激怒した鈴木からパイプ椅子攻撃でめった打ちに合うもこれがきっかけとなり、再度シングルマッチが組まれることとなった。
10月23日、横浜文化体育館大会で鈴木とのシングルマッチを行う。ドロップキック、逆エビ固め、ミサイルキックなど積極果敢に立ち向かうも11分33秒、張り手の連打、スリーパーホールドからのゴッチ式パイルドライバーを受け清宮が敗れた。試合後は担架で運ばれ退場した。
11月3日から始まるグローバル・リーグ戦に初出場したが、結果は清宮の7戦全敗に終わった。

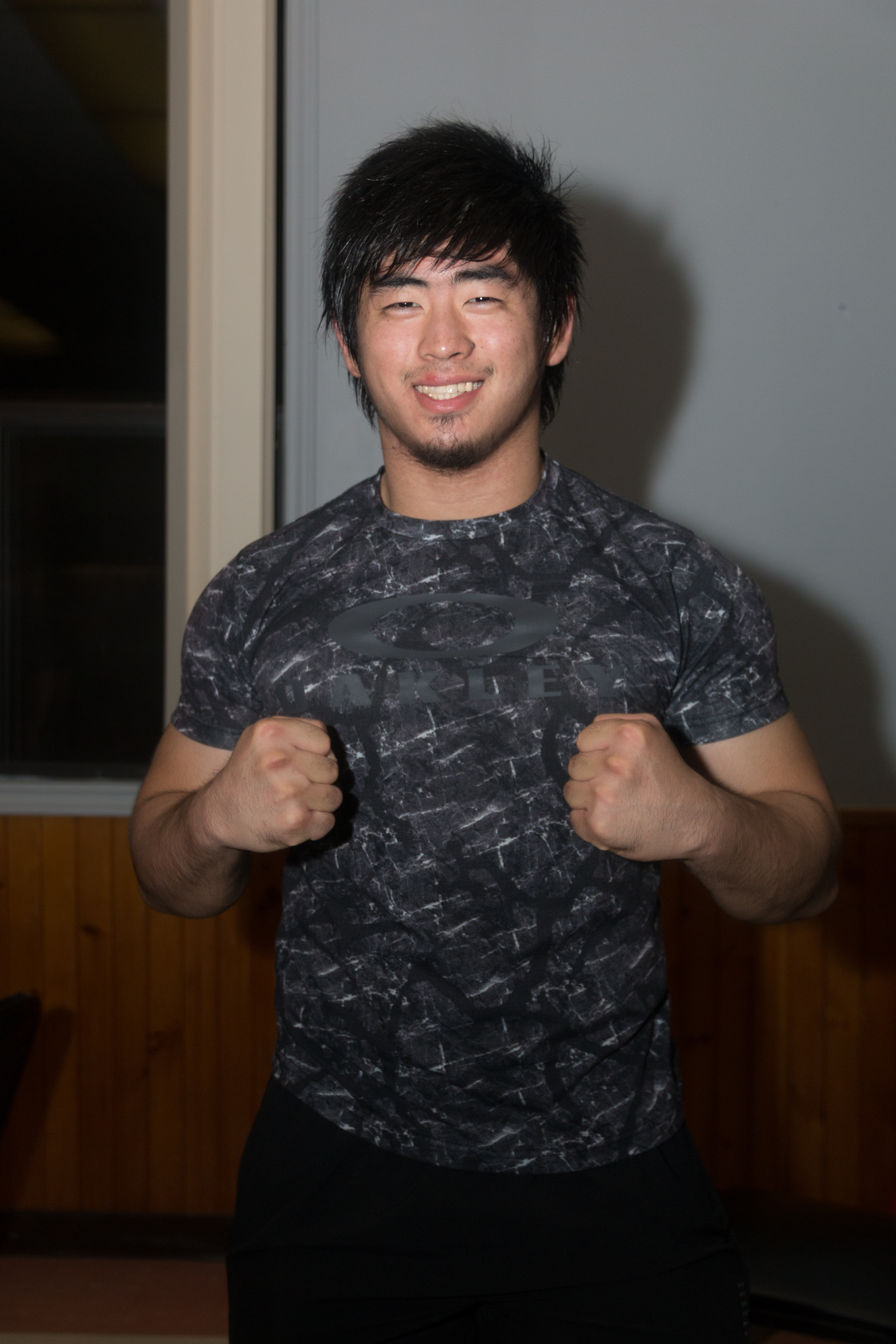
若手時代の清宮。

2017年1月7日、後楽園ホール大会で原田大輔と対戦したが11分37秒、原田の片山ジャーマンスープレックスに敗れた。
1月9日、後楽園ホール大会で杉浦と対戦。16分29秒、フロントネックロックに苦しみながらも決してギブアップをせず清宮のレフェリーストップ負けとなった。勝利した杉浦は倒れたままの清宮に張り手を喰らった。マイクを握った清宮が「おい、待てよ。オレは強くなりてぇんだよ。」と呼びかけると、杉浦も「お前の上のヤツらが嫉妬するぐらいの力をつけてみろよ!」とゲキを飛ばし、ガッチリと握手をかわした。
これにより清宮は無党派の杉浦と結託し、先に杉浦と組んでいた拳王とも共闘関係となる。
3月12日に行われた会見にて、当時ノアと業務提携をしていたImpact Wrestlingのスコット・ダモール副社長が「道場のあるカナダに招待したい」と、清宮の海外修行を受け入れる用意があることを明かした。
4月22日から始まったグローバルタッグリーグ戦にて大日本プロレスの野村卓矢と組んで出場し、2勝5敗でリーグ戦を終えた。
5月4日、後楽園ホール大会で野村と対戦したが11分46秒、野村のジャーマンスープレックスに敗れた。
5月30日、上唇裂傷のため浜松大会を欠場。
6月5日に記者会見が行われ、清宮の無期限海外修行と拳王との壮行試合の決定が発表された。
6月14日、小橋建太プロデュース大会の「Fortune Dream4」に出場。第3試合にて清宮・岡林裕二組対潮崎豪・野村が組まれた。試合は18分43秒、潮崎のショートレンジ豪腕ラリアットにて清宮がピンフォール負けを喫した
6月25日、ビッグパレットふくしま大会で拳王を相手に海外遠征前の壮行試合を行う。12分17秒、拳王のダイビングフットスタンプに敗れた。
7月、拳王戦後に海外遠征のためカナダへ出発した。

### 海外遠征

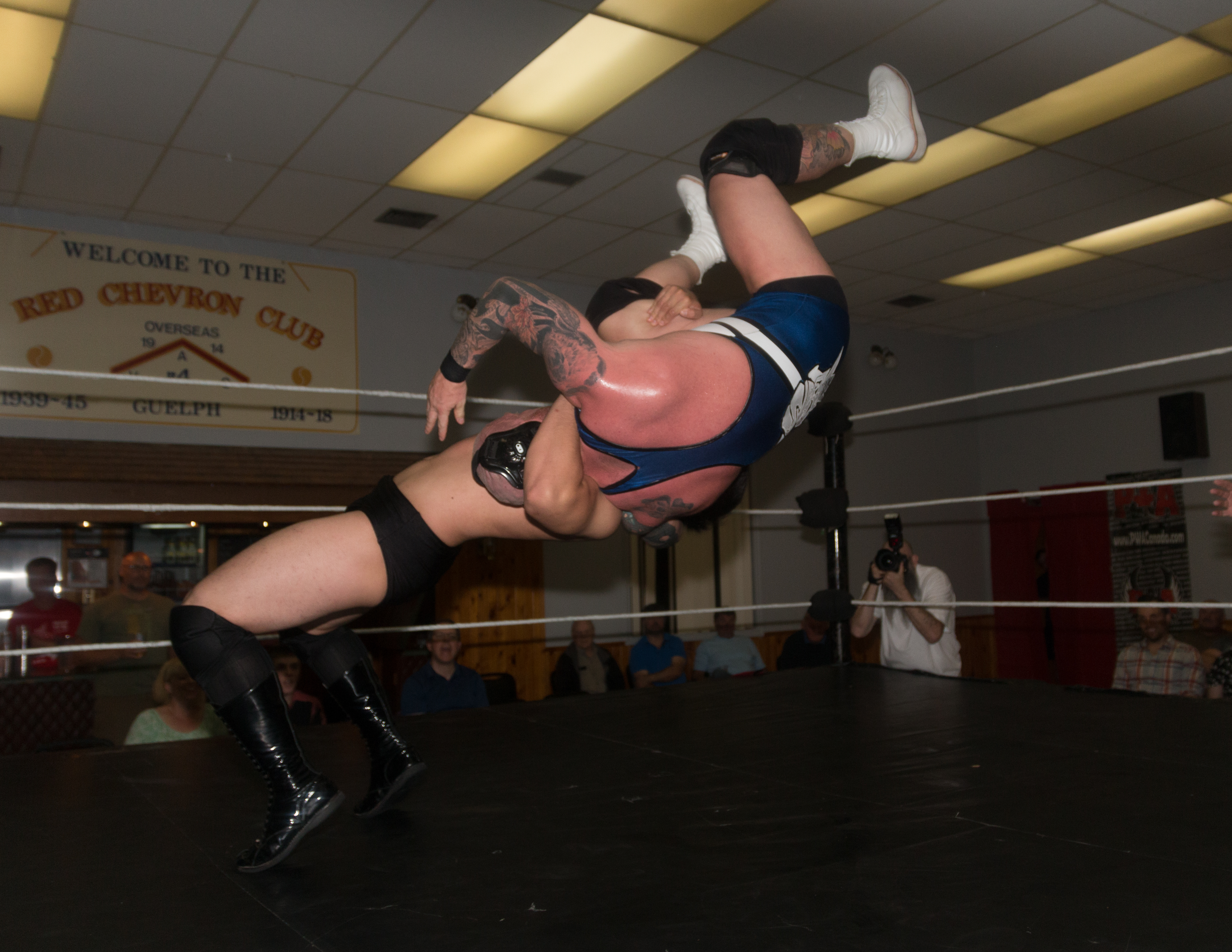
Kiyomiya portant une フィッシャーマンズ・スープレックスを放つ清宮。

スコット・ダモール宅に居候し、カナダのオンタリオ州を拠点にダモールがオーナーを務める地元のBCW（ボーダー・シティー・レスリング）で約60試合に出場。秋口には実力を認められ前GHC王者エディ・エドワーズが所属するImpact Wrestlingに“昇格”。エドワーズとのシングル戦も経験した。
他にCWF、CWE、CWO、PWA、Smash wrestling、Battle Arts Professional Wrestling、Cross Body Pro Wrestlingなど半年間の遠征期間ながらも10団体に参戦する。
1日約12時間の練習と5回の食事で体重は15キロ増の最大105キロまで達した。
12月22日の後楽園大会でサプライズ帰国をし、GHCヘビー級王座挑戦に名乗りを挙げた。

### 凱旋帰国後
2018年1月6日に拳王の保持するGHCヘビー級王座に挑戦、清宮も新技を披露するもハイキック2連発に22分2秒、レフェリーストップ負けを喫してしまう。試合後、清宮は拳王と杉浦に張り手を見せ、杉浦軍からの離脱を表明した。
1月7日、拳王、杉浦と決別したことを受けて二人とケジメの一騎打ちを行うことが発表される。1月20日、横浜ラジアントホール大会で拳王と対戦し11分25秒、ダイビングフットスタンプに敗れた。1月27日、大阪府立体育館・第２競技場大会で杉浦と対戦。試合は12分50秒、オリンピック予選スラムに敗れた。
2月16日、「GLOBAL TAG LEAGUE 2018」の出場者が発表。清宮は潮崎と組んで出場する。通称は「ゴーカイタッグ」で3月18日の博多スターレーン大会、タッグリーグ開幕戦で齋藤彰俊・井上雅央組から13分54秒、回転足折り固めで勝利を飾った。4月9日、横浜ラジアントホール大会にて丸藤正道・小峠組と戦い勝利する。この結果を受けて3勝1敗3引き分けでリーグ戦を2位で通過した。4月11日、後楽園ホール大会のタッグリーグ決勝戦で拳王・杉浦貴組と対戦。26分、潮崎のラリアットに拳王が沈み勝利、リーグ戦初優勝を飾った。
4月12日、ノア事務所にて一夜明け会見が行われ、中嶋勝彦・マサ北宮組が保持するGHCタッグ王座への次期挑戦が決定され4月29日、新潟市体育館大会で潮崎とともにGHCタッグ王者、中嶋・北宮に挑戦。23分15秒、清宮が北宮のスピアーに首固めで切り返し北宮にフォール勝ちし、タッグ王座を獲得し第43代GHCタッグ王者となった （自身初の王座獲得となり、これはGHCタイトル史上最年少戴冠記録ともなる。） 。だが、試合後に納得のいかない中嶋・北宮組が急襲しリマッチを要求した。
4月26日、川田利明プロデュース興行「Holy War vol.1」新木場1stRING大会に出場。潮崎とDDTの樋口和貞と組み越中詩郎・藤原喜明・本田多聞組と対戦。
5月23日、GHCタッグ選手権試合の公開調印式が行われた。5月29日後楽園ホール大会で中嶋・北宮組を相手にタッグ王座初防衛戦。20分15秒、ヴァーティカルスパイクに潮崎が敗れ防衛失敗、王座陥落となる。
メイン試合の終了後、GHCヘビー級王座防衛を果たした杉浦のもとに清宮と拳王が現れ、王座挑戦をアピール。口論の末、6月10日後楽園ホール大会にて「次期挑戦者決定戦」が行われることが決定した。
6月10日、後楽園ホール大会「三沢メモリアル」で拳王を相手にGHC王座挑戦者決定戦。16分54秒、ダイビングフットスタンプに敗れる。大会メイン終了後、これまでの因縁を廃し丸藤・杉浦を始めとする上の世代に対し、下の世代による世代闘争が勃発した。清宮も負傷した体を引き摺りながら世代越えを誓う。
6月11日、後楽園ホール大会「Fortune Dream5」に出場。清宮は吉田綾斗と組み、杉浦透・野村卓矢組と対戦。試合は24分59秒、清宮が杉浦にタイガースープレックスホールドを決め勝利する。
7月8日、「Holy War vol.2」新木場1stRING大会に出場。清宮は宮本裕向・将軍岡本と組み、越中・田中将斗・KAZMA SAKAMOTO組と対戦。14分19秒、清宮がKAZMAにタイガースープレックスホールドを決め勝利している。
8月5日、後楽園ホール大会にてGHCタッグ王者である丸藤・齋藤組に対し拳王が挑戦を表明。清宮がそのパートナーに名乗りを上げた。8月9日、大阪エディオンアリーナ第2競技場大会にてGHCタッグ王座に挑戦。24分25秒、拳王が齋藤のデスブランドに敗れる。
10月1日、「Holy War vol.3」新宿FACE大会に出場。橋本大地&杉浦透と組み、越中・藤原・大森隆男と対戦した。
11月25日、グローバル・リーグ戦決勝で中嶋を下し優勝。
12月16日、横浜文化体育館大会で王者・杉浦と激しい攻防の末、タイガースープレックスホールドで勝利しGHCヘビー級王座を戴冠した。（なお戴冠最年少記録も更新。）
2022年1月8日　新日本プロレスとプロレスリング・ノアとの対抗戦となる、WRESTLE KINGDOM 16 in 横浜アリーナが行われた。Ｗメインイベント2の棚橋弘至＆オカダ・カズチカ組と武藤敬司＆清宮組の一戦は24分34秒、オカダがレインメーカーで清宮に勝利した。
7月16日　日本武道館大会で武藤と一騎打ち。武藤の引退ロード初戦となるこの一戦、清宮も再三にわたる掟破り殺法で武藤を苦しめる。最後は足４の字固めで4度目のシングル対決にして、初勝利を挙げた。（結果的に、清宮と武藤は最後の対戦。）試合後、武藤は清宮に「オレに勝ったご褒美としてドラゴンスクリュー、4の字、シャイニング・ウィザード、アイツにゆずるよ」と発言した。
7月31日　金沢大会試合前のリング上、武藤が清宮を直々に指導しドラゴンスクリュー、4の字、シャイニング・ウィザードを伝授。9月25日　名古屋・ドルフィンズアリーナ（愛知県体育館）で拳王が持つGHCヘビー級王座に挑戦。変形シャイニングウイザードで勝利し第41代王者となった。2018年12月以来となる2度目の戴冠を果たした。
10月30日　東京五輪の競技会場である有明アリーナにて、プロレス格闘技のこけら落とし大会となる、『ABEMA presents 有明凱旋 ーTHE RETURNー PRO-WRESTLING LOVE FOREVER.3～TRIUMPH～』が開かれた。清宮も藤田和之相手に逆転のフランケンシュタイナーを決め初防衛に成功した。
11月10日、後楽園ホールで元WWEのティモシー・サッチャー相手に変型のシャイニングウィザードを決め、2度目の防衛に成功。
2023年1月1日、日本武道館でSHINSUKE NAKAMURA（中邑真輔）とグレートムタのシングルマッチが行われ、札止め9,500人の観衆が詰めかけた。ダブルメインイベントIで拳王と激突した清宮は変形シャイニングウィザードを放ち、3度目の防衛に成功する。
1月21日、新日本プロレスのWRESTLE KINGDOM 17 in 横浜アリーナにて1年ぶりにノアと新日本の対抗戦が開催された。第4試合に組まれたオカダ＆真壁刀義 VS 清宮＆稲村愛輝はIWGP世界ヘビー級王者・オカダとGHCヘビー級王者・清宮との対戦となり、発表時から注目されたタッグマッチとなった。1年ぶりの激突となるオカダと清宮も大荒れの試合を展開するが両者の場外乱闘が止まらず、ノーコンテストの裁定に終わった。
1月22日、横浜アリーナでグレート・ムタのラストマッチ興行「ＧＲＥＡＴ　ＭＵＴＡ　ＦＩＮＡＬ　”　ＢＹＥ―ＢＹＥ”」が開催される。途中、会場内の大型モニターにて、2月21日に東京ドームで行われる武藤敬司引退興行KEIJI MUTO GRAND FINALの全対戦カードが発表された。セミファイナルとして清宮とオカダの初シングルがアナウンスされた瞬間、場内は大熱狂に包まれた。しかしその後、オカダは出場拒否の構えを見せて動向が注目されていた。
2月12日、エディオンアリーナ大阪でジャック・モリスと対戦。変型シャイニングウィザードを決め、4度目の防衛に成功。試合後、マイクアピールをする清宮の背後からオカダがリングインした。そのオカダは自らレインメーカーを決めると清宮も大の字。ブーイングの中、マイクを手に取ったオカダは、「東京ドーム……、やってやるよ、コノヤロー!」と東京ドームでの対戦を受諾した。
2月15日、武藤敬司引退興行KEIJI MUTO GRAND FINALの記者会見が開かれる。だが、オカダの欠席が発表され、激怒した清宮も退場した。
2月21日、オカダとのシングルマッチ当日、清宮も時間無制限を要望し受諾される。東京ドームで3万人が見つめるGHCとIWGPの王者対決は、清宮・オカダ共にチャンピオンベルトを巻いて入場した。場外乱闘も交えた激しい戦いは16分32秒、正調レインメーカーを炸裂させたオカダの勝利となった。ところが試合後、バックステージにジェイク・リーが現れ、グロッキー状態の清宮へベルト挑戦をアピールした。
3月19日、横浜武道館にて武藤引退後の初のビッグマッチが開かれた。メインイベントで清宮はジェイクと対戦し、体格に優るジェイクは序盤、グラウンドの攻防で優勢に立たされる。ドラゴン・スクリュー、シャイニング・ウィザードなど武藤殺法で反撃した清宮だったが35分26秒、FBS（フロント・ハイキック）を決めたジェイクが勝利。5度目の防衛に失敗した。
6月4日、新日本プロレスの大阪城ホール大会の第5試合終了後、スクリーンで「G1 CLIMAX 33」の全出場選手が発表がされ、32名のラストに清宮の初出場が紹介されると会場は大きなどよめきに包まれた。後日、清宮のN-1 VICTORY 2023公式戦への不出場が発表される。
6月9日、新日本プロレス・全日本プロレス・プロレスリング・ノアの3団体による合同興行・ALL TOGETHER AGAINが両国国技館にて開催された。3団体のスター選手が集結した本大会は、メインイベントとして棚橋＆宮原健斗＆清宮とオカダ＆青柳優馬＆拳王の対戦が組まれた。棚橋をレインメーカーに沈めたオカダは試合終了後にマイクを持ち、大会を締めくくった。
6月10日、G1 CLIMAX 33のブロック分けが発表。IWGP世界ヘビー級王者・SANADAが入るAブロックには清宮の他、海野翔太（26歳）、成田蓮（25歳）、辻陽太（29歳）ら新世代が集結した。清宮にとっては、チェーズ・オーエンズ以外の選手とは初対決となった。
7月15日、北海道立総合体育センター（北海きたえーる）にてG1 CLIMAXが開幕。公式戦初戦で辻を変形シャイニングウィザードで破り好発進した。
7月21日、アオーレ長岡でAブロック公式戦、海野と激突。15分過ぎ、足四の字で追い込むも海野がギブアップしないとみた清宮は自ら解除。終盤、清宮の変形シャイニングウィザードを海野が変形デス・ライダーで切り返すも、白熱の試合は20分引き分に終わった。
8月5日、エディオンアリーナ大阪にてAグループ公式戦最終日。清宮はフランケンシュタイナー、タイガースープレックス、変型タイガードライバーで成田を追い詰める。だが、フィニッシュ・ホールドの変型シャイニング・ウィザードを見舞おうとしたところ、成田の得意技・フロントスープレックスホールドを決められ清宮が逆転負けを喫した。清宮を始め、新世代の選手は決勝トーナメント進出を逃した。
8月13日、両国国技館にてG1 CLIMAX33の最終戦。ヤングライオンの一人・大岩陵平とタッグを組み矢野通＆オスカー・ロイベ組に勝利。試合後のバックステージで清宮が「自分と一緒にノアでやってみませんか」と呼びかけ、大岩もこれを受諾した。
8月14日、プロレスリング・ノアのN-1 VICTORY優勝戦が行われるエディオンアリーナ大阪大会の追加対戦カードをX（Twitter）に投稿。スペシャルマッチとして清宮＆大岩 VS ザック・セイバーJr.＆小川良成 の試合が発表された。
11月20日、大岩とのタッグで新日本プロレスワールドタッグリーグにエントリーされる。Aブロック公式戦初戦でBULLET CLUBのゲイブ・キッド、アレックス・コグリン組と対戦。清宮がリングアウト勝ちを収め、初戦を白星で発進でした。
11月25日、Ａブロック公式戦でHOUSE OF TORTUREのEVIL、高橋裕二郎組と対戦。HOTはセコンドのディック東郷が介入し、試合を優位に進めて窮地に陥るとSHOと金丸義信も乱入した。だが、最後は清宮がフランケンシュタイナーでEVILから3カウントを奪い勝利した。
11月28日、新日本プロレス名古屋国際会議場大会。Aブロック公式戦のメインイベントで海野&成田組と対戦。海野26歳、成田25歳、清宮27歳、大岩25歳、全員が20代の新世代対決は27分を超える激闘は海野がデスライダーで大岩を仕留め、最後は4人で握手した。
12月10日、WORLD TAG LEAGUE 2023最終戦でのグランメッセ熊本大会で清宮＆大岩＆本間朋晃とEVIL＆高橋＆金丸が対戦、試合はEVILが本間を破った後に成田が乱入し、H.O.T.が6人で清宮＆大岩に攻撃を加えた。すると海野がリングインしてH.O.T.を蹴散らし、清宮・大岩・海野の3人はH.O.T.を追いかけコメントブースで怒りをぶちまけた。

## 得意技

### フィニッシュ・ホールド
タイガー・スープレックス・ホールド
清宮の憧れのレスラーでもある三沢が使用していた技の一つ。清宮のタイガー・スープレックスは、ホールドをするのが特徴である。2018年のグローバル・リーグ戦決勝戦にて中嶋勝彦をこの技で破り、勝利した。
ストレッチ・プラム式フェイスロック
三沢のフェイスロック、川田利明のストレッチ・プラムを組み合わせたオリジナル技。変型チキンウィング式フェイスロックを相手に決めたまま、自らの右足で長座状態にさせた相手の右足をフックしてストレッチプラムの体勢で相手の体をねじる。2018年10月に初披露した時は、変型チキンウィングフェイスロックだったが2019年3月、桜庭和志との合同練習で胴締め式変型チキンウィング式フェイスロックに進化。さらに10月、川田に直接アドバイスを受けて現在の形になった。
リバースネルソン・デスロック
2020年5月9日から新技使用。元々は三沢が全日本プロレス時代に決め技で使用している技を、清宮が新技として使用した。相手の下半身をインディアン・デスロック（リバース・インディアンデスロック)に極め、相手の上半身を引き起こしてリバース・フルネルソンの体勢で固めてそのまま立ち上がって宙吊り状態になった相手の肩、足に絞り上げる。
シャイニング・ウィザード
2022年7月16日の武藤戦で初勝利の後、武藤から直接伝授された技。
シャイニング・ランサー
片膝立ち状態の相手に対して、正面から走り込んで相手の膝を踏み台にしながら両手で相手の頭部を捕獲しながらそのまま右膝で相手の顔面を打ち抜く変型のシャイニング・ウィザード。清宮のオリジナル技。ファンからの公募により名称が決定した。

### 投げ技
変型タイガー・ドライバー
背後から相手の右腕をチキンウィング、左腕をフックするように捕らえ、担ぎ上げると同時に180°横回転させた後にシットダウンして後頭部からマットに叩きつける変型のタイガー・ドライバー。
垂直落下式リバースDDT
清宮のリバースDDTはノーザンライト・ボムのような形で担ぎ上げ、相手の体勢を反転させて背中からマットに叩きつけるのが特徴。
タイガードライバー式DDT
相手の上半身をリバースフルネルソンに捕らえ、相手の身体を水平以上に持ち上げて尻もちをつき、相手の体をサイドにフェースバスター気味に落とすインプラント式DDT。清宮のオリジナル技。
TFC（トルネード・フェイス・クラッシャー）
これも清宮のオリジナル技。相手の攻撃をよけると同時に右腕に絡みついて相手の背中側で旋回し最終的にフェイス・バスターを決める。
アームドラッグ
プレイメーカー（オーバードライブ）
海外遠征時代の清宮のフィニッシャー。
雪崩式リバースDDT
清宮の主に大一番でしか見せない技。
リバースDDT
いろいろな場面で繋ぎの技として使う。清宮のリバースDDTは仰向けではなく、うつ伏せでマットに倒れるようにして相手の後頭部を叩きつける。
この他にも、相手の両足をロープに乗せての一撃を放つバージョンも使用される。
ネックブリーカー
ジャーマン・スープレックス
フィッシャーマンズ・スープレックス

### 打撃技
エルボー・バット
ランニング・エルボー
ワン・ツー・エルボー
ローリング・エルボー
張り手
ドロップキック
ジャンピング・ニー
いずれもN-1から使用を始めた。

### 飛び技
ミサイルキック
ウルトラ・タイガードロップ
鉄柱超えノータッチトペ・コンヒーロ。

### 組み技
オーバースロー
ファイヤーマンズ・キャリーで相手を両肩に担ぎ上げ、上半身を右手で押し上げることで相手180度後方回転させながら右サイドに落とし、背中からマットに叩きつける変型サイド・スラム。技名は英語で「打倒」「征服」といった意。
変形パイルドライバー
2019年11月2日GHCヘビー級選手権で対拳王戦で披露した技。
相手の両腕を固定し、背中で相手を逆さまに担ぎ上げてそのまま尻餅をつくように落とすリバース・ゴリースペシャルから垂直落下で落とすような技。逆さまで腕を固定され脳天から落とされるという、受身の取れない体勢から繰り出される危険技である。
ドラゴンスクリュー
6月12日、さいたまスーパーアリーナで行われた『サイバーファイト・フェスティバル2022』のリング上で来春引退を表明した武藤の得意技。そのファイナルカウントダウンで行われた7月16日の日本武道館大会で、武藤越えは果たした清宮に武藤からの技を伝授された。足4の字固め、ドラゴンスクリュー、シャイニング・ウィザードの必殺技を清宮に伝承。
ネックブリーカー・ドロップ

### 関節技
ボストンクラブ
Wアームロック
尻餅状態の相手の両腕をダブルチキンウィングの体勢でクラッチし、そこから相手をうつ伏せの状態に移行させながら自らはブリッジをして両腕を締め上げる関節技。
腕ひしぎ逆十字固め
足4の字固め
6月12日のさいたまスーパーアリーナで行われた『サイバーファイト・フェスティバル2022』のリング上で来春引退を表明した武藤のもう一つの技。そのファイナルカウントダウンで行われた7月16日の日本武道館大会で、武藤越えは果たした清宮に武藤からの技を伝授された。
清宮スペシャル

### 丸め込み技
ジャパニーズレッグロールクラッチホールド
後方回転エビ固め
上記のジャパニーズレッグロールクラッチとは違い、清宮の場合はブリッジをせずにフォールする。またはフィニッシュになる場合もある。
横入り式回転エビ固め
清宮が海外遠征前に使用していた技。入り方としては自身がコーナーにいる際、走り込んできた相手を斜めに傾きながらジャンプしてかわしそのまま横入り式回転エビ固めに移行する。なお、この技でエル・デスペラードに勝利したこともある。

## 入場テーマ曲
- KAITO
- Explosion soul
- REGENERATION（現在使用）

## タイトル歴
プロレスリング・ノア
- 第32・41・45代GHCヘビー級王座
- 第43・56代GHCタッグ王座

パートナーは潮崎豪→マサ北宮。
- グローバル・リーグ戦/N-1 VICTORY優勝（2018年、2022年、2024年）
- グローバル・タッグ・リーグ戦優勝（2018年）

パートナーは潮崎豪。
- Victory Challenge Tag League優勝（2024年）

パートナーは大岩陵平。
DRAGON GATE
- 第65代オープン・ザ・ツインゲート王座

パートナーはアレハンドロ。
プロレス大賞
- 2018年度プロレス大賞 敢闘賞
- 2019年度プロレス大賞 敢闘賞
- 2024年度プロレス大賞 敢闘賞